# DN67A
De DN67A (Drum Național 67A of Nationale weg 67A) is een weg in Roemenië. Hij loopt van Broșteni, bij Motru, naar Strehaia. De weg is 24 kilometer lang. 